# Ratpenat nectarívor de Borneo
El ratpenat nectarívor de Borneo (Eonycteris major) és una espècie de ratpenat de la família dels pteropòdids. Viu a Brunei, Indonèsia i Malàisia. El seu hàbitat natural són els boscos primaris i secundaris, on nia en coves calcàries. Es desconeix si hi ha amenaces significatives per a la supervivència d'aquesta espècie.